# Moschea Märcani
La moschea Märcani (in tataro Мәрҗани мәчете, Märcani mäçete; in russo Мечеть аль-Марджани?, Mečetʾ alʾ-Mardžani), chiamata anche al-Marjani e Mardjani, è una moschea della città di Kazan', in Russia. Situata non lontano dai laghi Kaban, fu costruita nella seconda metà del XVIII secolo, grazie alla politica di tolleranza religiosa intrapresa dall'imperatrice Caterina II ed alle donazioni di un gruppo di fedeli. Per circa due secoli è stata la moschea principale dell'intero Tatarstan.

## Storia e descrizione
La moschea fu costruita tra il 1766 ed il 1770, in seguito ad una visita della sovrana Caterina II alla città. I lavori furono finanziati attraverso la raccolta di 5.000 rubli da parte di 62 persone. Il valore simbolico dell'edificio risiede nella circostanza che si trattò della prima moschea in pietra costruita nella capitale tatara a seguito dell'assedio alla città del 1552.
Il tempio è stato realizzato secondo lo stile tipico dell'architettura tatara medievale, ossia con la presenza della caratteristica del minareto posizionato sul tetto. Tuttavia, nella costruzione non mancano gli influssi dell'arte barocca diffusa in quel periodo. Infatti, sia le facciate che gli interni sono frutto di una combinazione di motivi ornamentali tatari e barocchi. Benché non si abbiano fonti documentali certe in proposito, l'architetto dell'edificio dovrebbe essere stato Vasilij Kaftyrev. Tra il 1861 ed il 1887 numerosi interventi di restauro interessarono la moschea.
Il tempio è attualmente intitolato all'imam Şihabetdin Märcani, teologo e storico che guidò la moschea dal 1850 al 1889, periodo durante il quale l'edificio era chiamato Yunysov, in onore di un mercante che aveva fatto molto per i suoi restauri e la sua conservazione. La struttura è l'unica moschea cittadina ad essere scampata alla chiusura durante il periodo sovietico.

## Galleria d'immagini

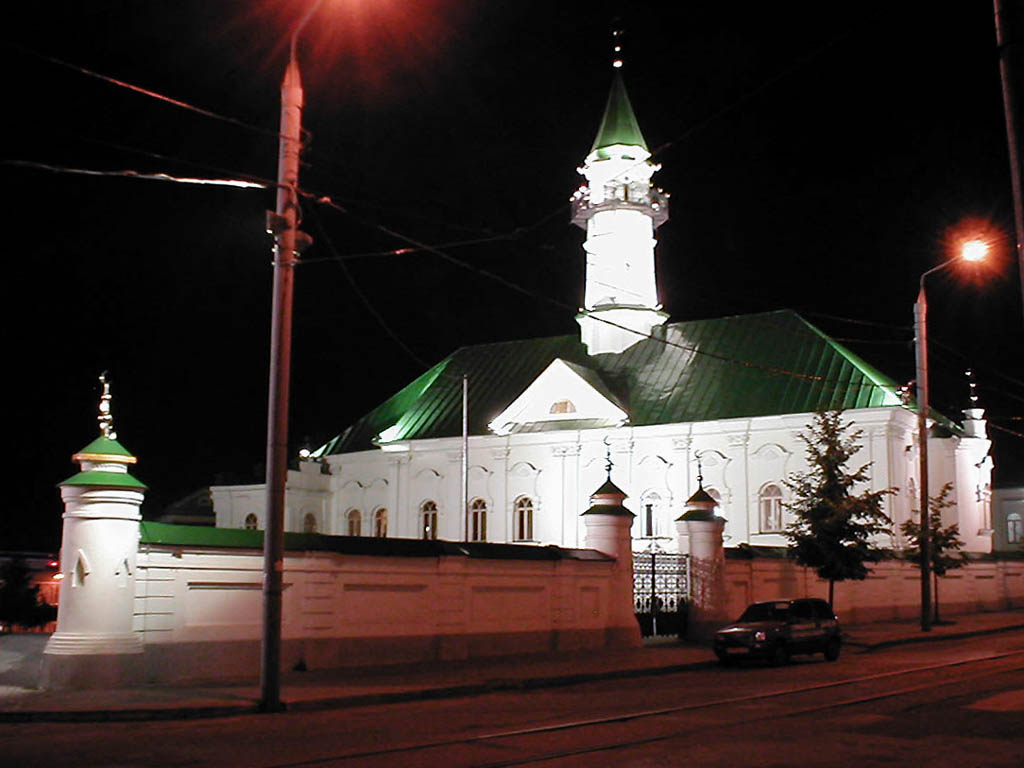
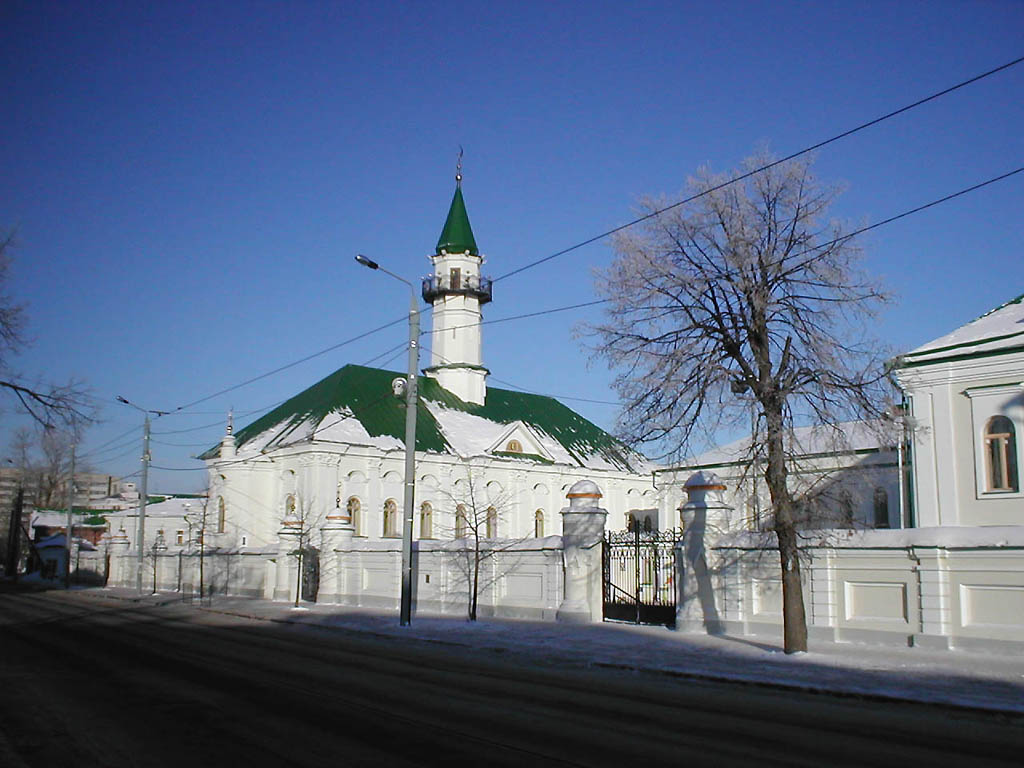
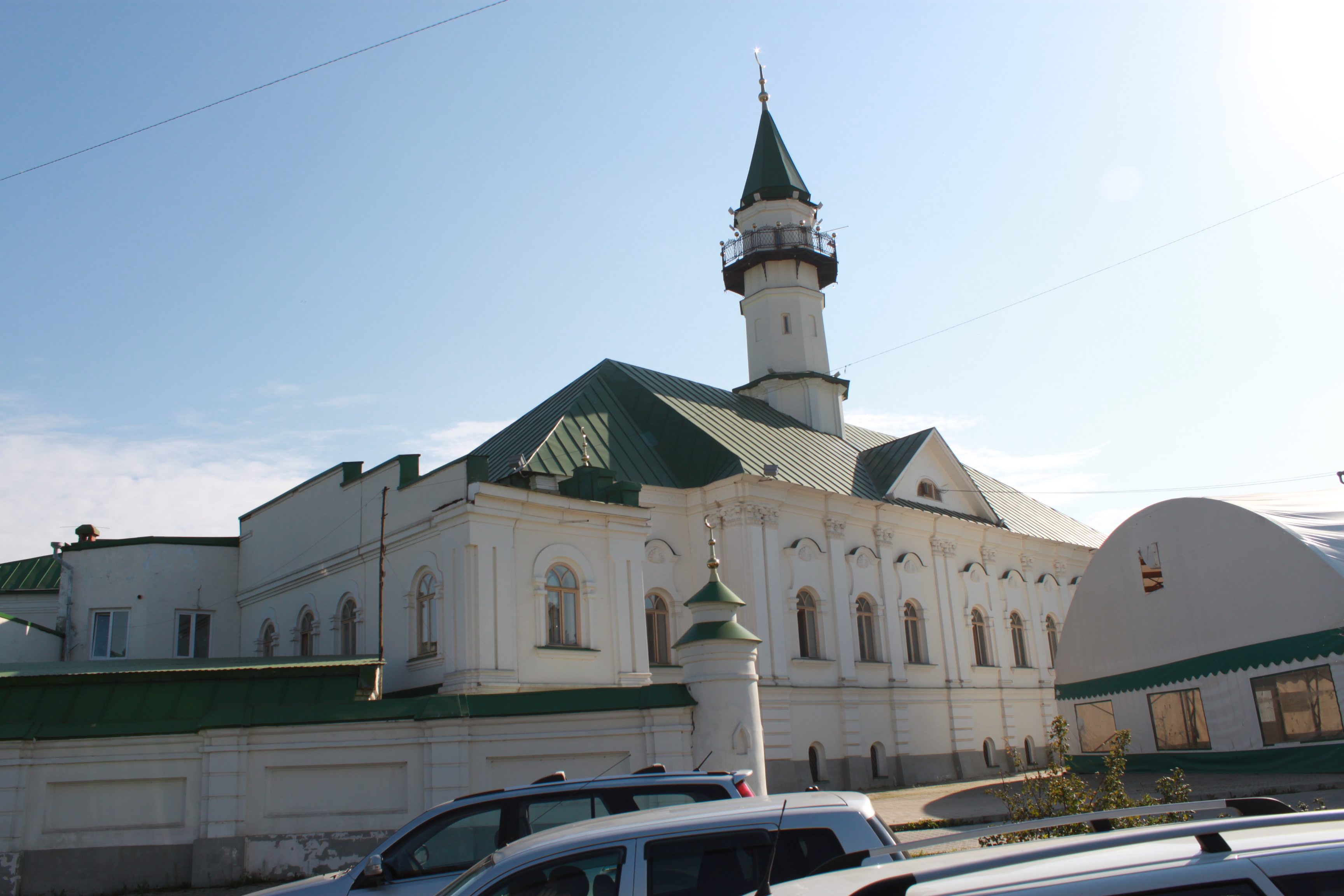
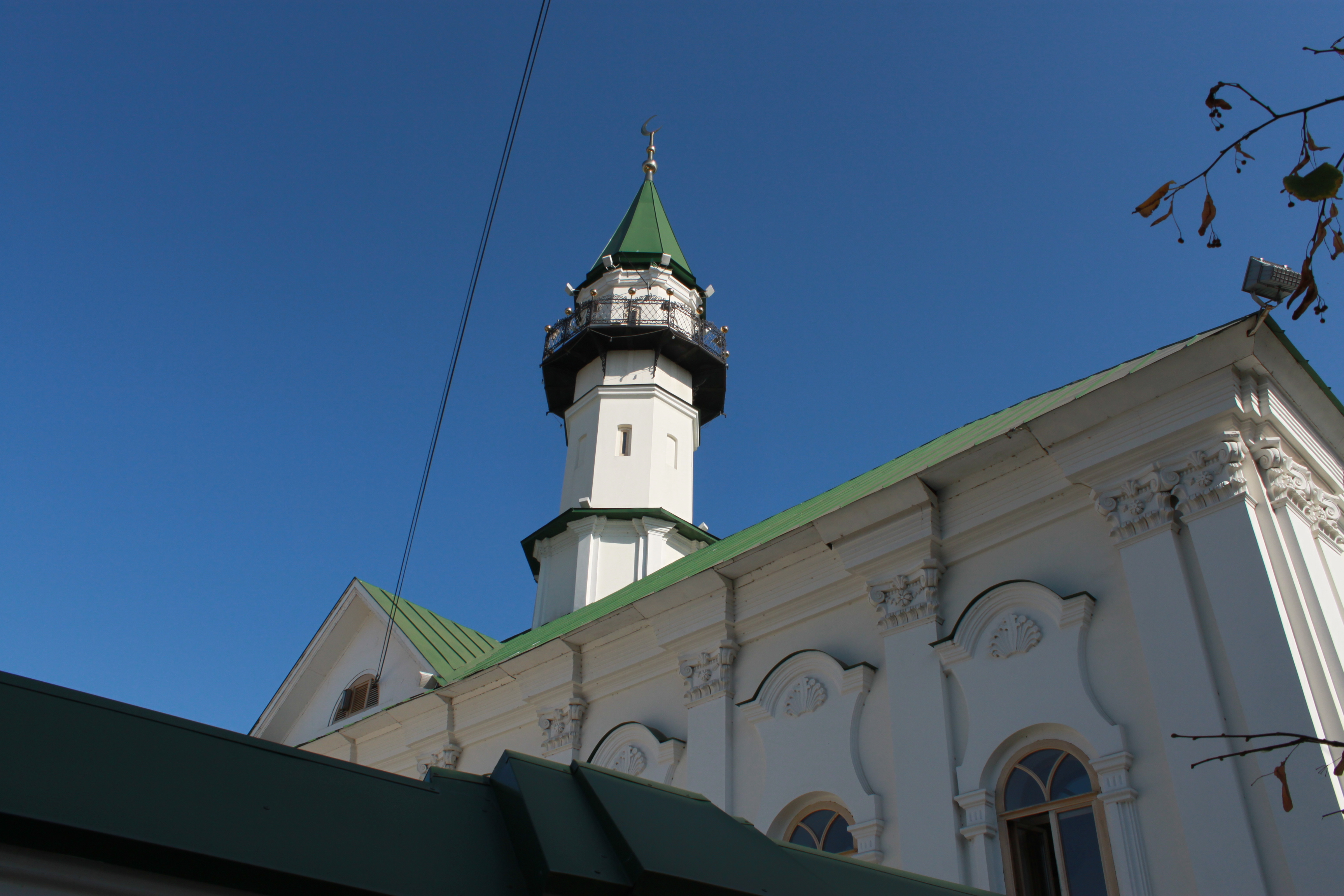
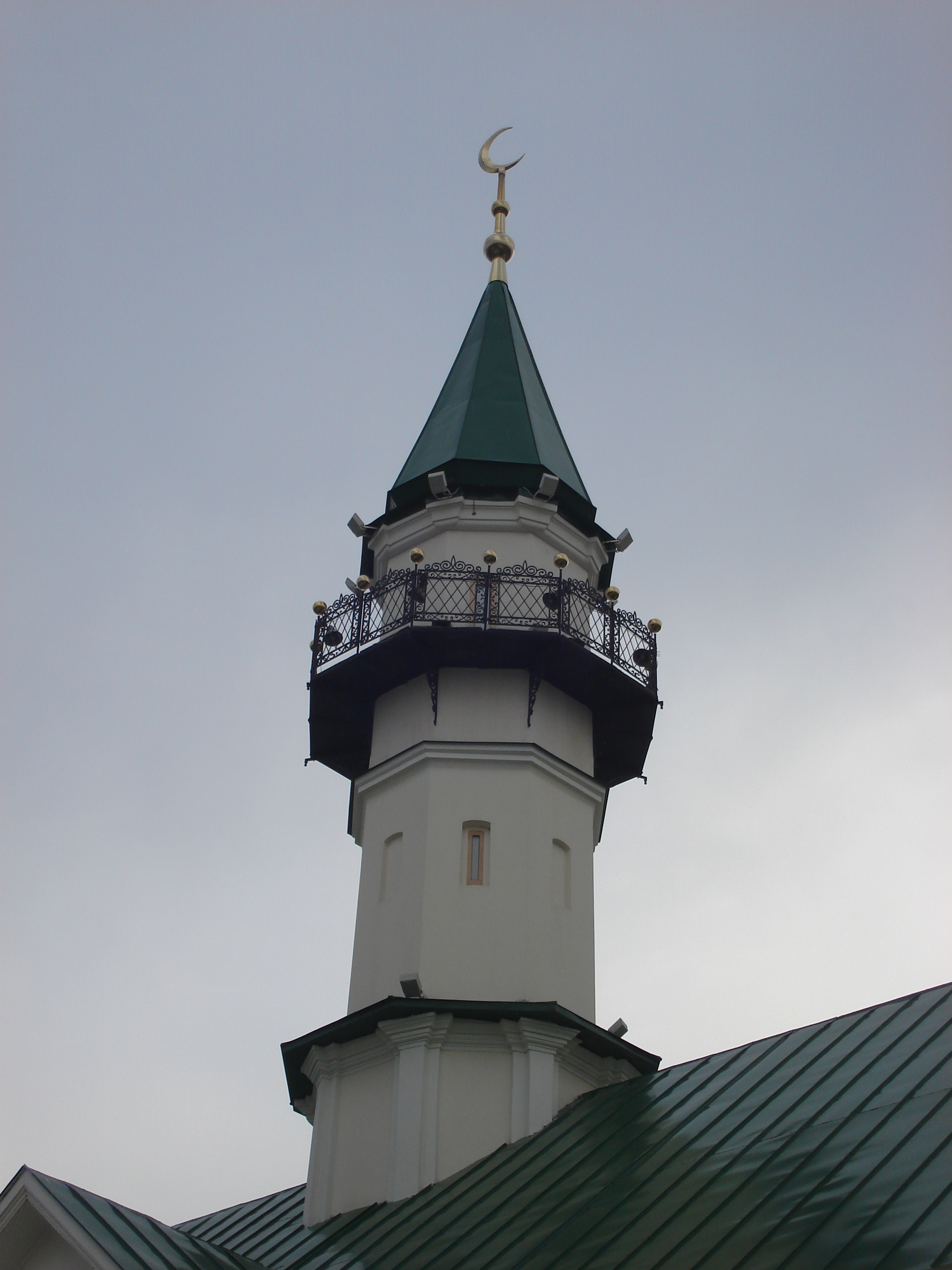
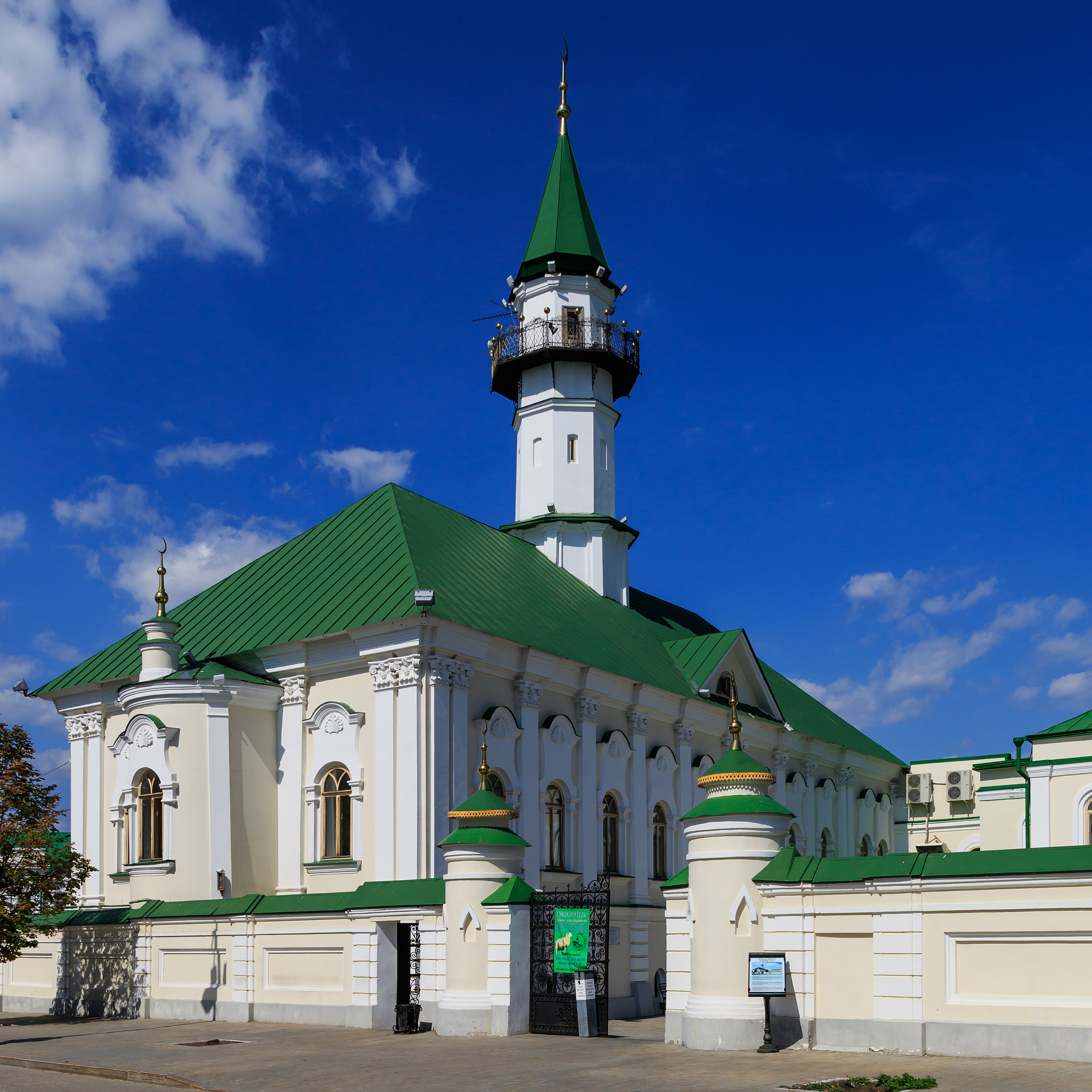